# Geofeedia
Geofeedia é uma plataforma de inteligência de mídias sociais que relaciona posts com localizações geográficas. Em novembro de 2014, os principais clientes incluíam o Departamento do Xerife do Condado de Los Angeles e a  Dell. Os clientes podem visualizar as postagens em uma área em tempo real e analisar o conteúdo. Serviços garimpados pela Geofeedia incluem: Instagram, Twitter, Periscope, Vine, YouTube, e Sina Weibo. No começo de 2016, cerca de 60 pessoas trabalharam para a empresa.
Em outubro de 2016, a União Americana de Liberdades Civis publicou um relatório onde afirmava que as tecnologias da empresa foram utilizados para identificar e prender manifestantes, em eventos como os protestos de Baltimore de 2015 que se seguiram à morte de Freddie Gray. Facebook, Instagram e Twitter, que foram nomeados no relatório, restringiram à Geofeedia o acesso aos dados do usuário, como resultado. 